# La dueña
La dueña é uma telenovela mexicana produzida por Florinda Meza para a Televisa e exibida pelo Canal de las Estrellas entre 22 de maio e 29 de setembro de 1995, substituindo María José e sendo substituída por Lazos de amor, em 95 capítulos. 
Adaptada por María del Carmen Peña, é um remake da telenovela venezuelana La doña, de 1972, escrita por Inés Rodena.  
Foi protagonizada por Angélica Rivera e Francisco Gattorno, com atuações estrelares de Norma Herrera, Josefina Echánove e Raúl Ramírez e antagonizada por Cynthia Klitbo, Eduardo Santamarina, Rosita Quintana e Salvador Sánchez.  

## Enredo
Regina Villarreal é uma jovem a quem a vida sorri-lhe em todos os sentidos, pois é dona de uma grande beleza e de uma grande fortuna que lhe deixaram seus pais ao morrer por um acidente de carro. Vive com sua tia Berenice Villarreal Vda. de Castro, a quem quer como uma verdadeira mãe, e sua insuportável prima Laura Castro Villarreal, bem como sua inseparável babá Martina. Laura vive invejando a seu prima achando que ela merece mais que todo o que tem Regina, por isso se dispõe a fazer sofrer. Primeiro mete-se com Mauricio, o noivo de Regina e que só a quer por interesse.
No dia do casamento Mauricio deixa-a plantada no altar, e Regina fica destroçada e seu coração volta-se frio e amargurado. Depois vai viver-se a um rancho de sua propriedade longe da capital, "Os Cascabeles". Regina convertida numa mulher resentida, "A dona" como a chamam seus empregados se volta indomável recebendo também por parte do povo o apodo de "Víbora", pois seu capataz Macario comete crimes em seu nome sem que ela saíba. Aí conhece a José María o dono da fazenda vizinha "Os Encinos", ele se apaixona dela e ela também, ainda que esconde seus sentimentos por temor a repetir sua má experiência anterior. Ao mesmo tempo chegam aos "Cascabeles" sua tia e sua prima. Macario, quem é o capataz da fazenda, apaixona-se de Regina e junto a Laura planeam afastá-la de José María.
Laura apaixona-se de José María, e por isso Regina agora voltará a ser o alvo de sua prima, ainda que A dona não deixará que lhe roubem o coração de seu amado.

## Elenco[3]
- Angélica Rivera - Regina Villarreal Montenegro, "la Dueña"/ Margarita Montenegro de Villareal
- Francisco Gattorno - José María Cortés
- Cynthia Klitbo - Laura Castro Villarreal
- Norma Herrera - Berenice Villarreal vda. de Castro
- Eduardo Santamarina - Mauricio Padilla
- Salvador Sánchez - Macario Robles
- Josefina Echánove - Martina
- Rosita Quintana - Emma de Cortés
- Raúl Ramírez - Severiano Cortés
- Georgina Pedret - Patricia Castelo
- Aylín Mújica - Fabiola Hernández
- Paty Díaz - Blanca "Blanquita" López
- Jorge del Campo - Don Anselmo Morales
- Miguel Pizarro - Octavio Acosta
- Marco Uriel - Ismael Andrade
- Eugenia Avendaño - Silvia de Hernández
- Mario Casillas - Manuel Hernández
- Eduardo López Rojas - Gregorio "Goyo" Mendoza
- Lucía Guilmáin - Consuelo López
- Yula Pozo - Armida Gómez
- Gilberto Román - Leandro Rentería
- Mariana Karr - Julieta de Rentería
- Claudia Elisa Aguilar - Aurelia
- Roberto Ramírez Garza - Padre Abel
- Jesús Arriaga - Lucio
- Horacio Vera - Fortunato
- Antonio Miguel - Padre Juan
- Gerardo Gallardo - Omar
- Maickol Segura - Chuy
- Viridiana Segura - Lolita
- José Antonio Ferral - Ezequiel García
- Claudia Cañedo - Sonia Fuentes
- Vicky Rodel - Aída
- Simone Brook - Dora Montes
- Isaías Mino - Síndico municipal Atilano Salazar
- Arturo Muñoz - Amigo de Ezequiel
- Luis Reynoso - Comandante Jesús Reyna
- Dolores Salomón "Bodokito" - Paquita
- Ángeles Balvanera - Panchita
- Enio Mejía - Don Agustín
- Juan Antonio Gómez - Bernardo Martínez
- Daniela Luján - Regina Villarreal (criança)
- Dulce Esperanza - Laura Castro Villarreal (criança)
- Beatriz Monroy - Mulher fofoqueira #1
- Linda Elizabeth - Mulher fofoqueira #2
- Fernanda Franco - Mulher fofoqueira #3
- Alea Yólotl - Chela
- Franco Javier - Salomón
- Gabriela Cuéllar - Juana
- Claudia Benedetti
- Lorena Álvarez
- Katalina Krueger

## Exibição

### No México
Las Estrellas
Foi reprisada pelo seu canal original entre 12 de setembro a 18 de novembro de 2005 e sendo substituída por Te sigo amando
TLNovelas
Foi reprisada pela primeira vez pelo TLNovelas entre 02 de fevereiro a 12 de junho de 1998.
Foi reprisada pela segunda vez pelo TLNovelas entre 22 de abril e 28 de junho de 2019, substituindo Lazos de amor e sendo substituída por La esposa virgen.

### Em Portugal
Foi exibida em Portugal pela RTP1 entre 11 de agosto a 19 de dezembro de 1997 com o título de Força De Mulher, com dobragem portuguesa.

## Prêmios e indicações

### Prêmios TVyNovelas 1996
| Categoria                  | Indicado(a)               | Resultado |
| -------------------------- | ------------------------- | --------- |
| Melhor Telenovela          | Florinda Meza             | Indicada  |
| Melhor Atriz Protagonista  | Angélica Rivera           | Indicada  |
| Melhor Atriz Antagonista   | Cynthia Klitbo            | Indicada  |
| Melhor Ator Antagonista    | Salvador Sánchez          | Venceu    |
| Melhor Atriz Coadjuvante   | Norma Herrera             | Indicada  |
| Melhor Ator Coadjuvante    | Miguel Pizarro            | Indicado  |
| Melhor Revelação Feminina  | Angélica Rivera           | Venceu    |
| Melhor Revelação Masculina | Francisco Gattorno        | Venceu    |
| Lançamento Masculino       | Francisco Gattorno        | Indicado  |
| Melhor Tema Musical        | Alberto Ángel "El Cuervo" | Venceu    |

## Outras versões
- A história original desta telenovela foi a telenovela da Venezuela La doña, produzida pela RCTV no ano de 1972, pelo produtor Román Chalbaud. Foi dirigida por Arquímedes Rivero e protagonizada por Lila Morillo e Elio Rubens.
- A primeira versão no México foi realizada pela Televisa, em 1978, com o título de Doménica Montero, dirigida por Lorenzo de Rodas, produzida por Valentín Pimstein e protagonizada por Irán Eory, Rogelio Guerra e Raquel Olmedo.
- A segunda versão na Venezuela, novamente pela rede RCTV, foi realizada em 1995 uma versão livre com o título de El desafío, produzida por Carlos Lamus e Hernando Faria, dirigida por Renato Gutiérrez e protagonizada por Caluda Venturini, Henri Soto e Mimi Lazo.
- A terceira versão no Brasil foi realizada pelo SBT no ano de 2001, com o título de Amor e Ódio, dirigida por Jacques Lagoa, Henrique Martins e Antonino Seabra, produzida por David Grimberg e Gilberto Nunes, e protagonizada por Suzy Rêgo, Daniel Boaventura e Viétia Rocha.
- A quarta versão no México, sendo novamente pela rede Televisa, no ano de 2010 com o título de Soy tu dueña, tendo como produtor Nicandro Díaz González, e protagonizada pelos atores Lucero, Fernando Colunga, e Gabriela Spanic.
- Em 2026, a Televisa estreiará a quinta versão dessa história, intitulada provisoriamente de Doménica Montero, e inspirada na novela de mesmo nome produzida pela própria Televisa em 1978. Será protagonizada por Angelique Boyer e pelo ator brasileiro Marcus Ornellas.